# NGC 7396
NGC 7396 est une vaste galaxie spirale vue par la tranche et située dans la constellation des Poissons. Cette galaxie a été découverte par l'astronome britannique John Herschel en 1827. Sa vitesse par rapport au fond diffus cosmologique est de 4 558 ± 26 km/s, ce qui correspond à une distance de Hubble de 67,2 ± 4,7 Mpc (∼219 millions d'al).
NGC 7396 présente une large raie HI.
À ce jour, quatre mesures non basées sur le décalage vers le rouge (redshift) donnent une distance de 75,550 ± 19,623 Mpc (∼246 millions d'al), ce qui est à l'intérieur des valeurs de la distance de Hubble. Notons cependant que c'est avec la valeur moyenne des mesures indépendantes, lorsqu'elles existent, que la base de données NASA/IPAC calcule le diamètre d'une galaxie et qu'en conséquence le diamètre de NGC 7396 pourrait être d'environ 51,7 kpc (∼169 000 al) si on utilisait la distance de Hubble pour le calculer.

## Groupe WBL689
En se basant sur un catalogue publié en 1999, la base de données NASA/IPAC indique que NGC 7396 fait partie du groupe de galaxies WBL689. Ce catalogue indique qu'il y a quatre galaxies dans ce groupe et, malheureusement, elles ne sont pas indentifiées. Le groupe WBL 689 est cependant formé de galaxies situées dans la même région du ciel, soit NGC 7396, NGC 7397, NGC 7398 et NGC 7402.